# Почётный гражданин Санкт-Петербурга

Нагрудный знак, диплом и удостоверение почётного гражданина Санкт-Петербурга

Почётный гражданин Санкт-Петербу́рга — почётное звание, присуждаемое за большой вклад в культуру, науку, экономику Санкт-Петербурга. Присваивается один раз в год перед празднованием Дня основания Санкт-Петербурга 27 мая. Звания могут быть удостоены граждане Российской Федерации и других государств либо лица без гражданства.

## Процедура присуждения звания
Почётных граждан города депутаты Законодательного собрания Санкт-Петербурга избирают раз в год. Кандидатуры на звание Почётного гражданина Санкт-Петербурга вносят губернатор, председатель городского парламента, общественные объединения и организации, либо другие почётные граждане города. Из этого списка кандидатур городской парламент утверждает две. Известны случаи, когда депутаты не могли договориться о наиболее приемлемых кандидатурах, и город оставался без новых почётных граждан.
Согласно регламенту, выборы проходят в закрытом режиме. Депутаты парламента выходят на трибуну с предложениями голосовать за кандидатов, их коллеги могут возражать против кандидатур и обсуждать таковые.

## Знак
Знак почетного гражданина Санкт-Петербурга — изделие ювелирной пластики, представляющее собой серебряный венок, образуемый двумя ветвями лавра с расположенными равномерно по его окружности мелкими фианитами. В нижней части, в месте пересечения, ветви скреплены серебряной лентой. В пространстве, образуемом венком, помещен осколок гранита, взятый от камней Петропавловской крепости, — символ города, родной земли. На оборотной стороне камня укреплена круглая серебряная пластина с надписью «Почетный гражданин Санкт-Петербурга», датой присвоения звания и номером диплома. Диаметр знака — 85 мм.

## Права удостоенного звания
Звание «Почётный гражданин Санкт-Петербурга» является пожизненным. Согласно закону, его обладатель получает право на внеочередной приём у губернатора, председателя Законодательного собрания, руководителями городских учреждений и других городских чиновников; право законодательной инициативы; бесплатный проезд в общественном транспорте; обслуживание в залах для официальных делегаций; проживание в Санкт-Петербурге во время праздничных мероприятий за счёт городской казны; ежемесячную доплату к пенсии в 17 расчетных единиц  из бюджета города (на 2024 год расчетная единица была установлена в размере 1643 рублей); компенсация на похороны и ритуальные услуги в сумме до 320 тыс. руб. за счёт города.

## Почётные граждане Санкт-Петербурга
Звание вновь присваивается с 1993 года и по состоянию на май 2025 года присуждено 57 гражданам, из них двум — посмертно.
В Мариинском дворце находится портретная галерея Почётных граждан города.
- 1993 год — Дмитрий Сергеевич Лихачёв
- 1994 год — Ольга Фёдоровна Берггольц (посмертно), Михаил Михайлович Бобров, Василий Николаевич Харитонов, Алексий II, Любовь Ивановна Егорова
- 1995 год — Иосиф Александрович Бродский, Кирилл Юрьевич Лавров
- 1996 год — Евгений Алексеевич Лебедев
- 1997 год — Михаил Константинович Аникушин
- 1998 год — Наталья Михайловна Дудинская, Андрей Павлович Петров
- 1999 год — Владимир Петрович Кондрашин, Алексей Ефимович Мазуренко
- 2000 год — Ирина Петровна Богачёва
- 2001 год — Жорес Иванович Алфёров, Алиса Бруновна Фрейндлих
- 2002 год — Игорь Дмитриевич Спасский, Юрий Сергеевич Тюкалов
- 2003 год — Тамара Николаевна Москвина, Владимир Леонидович Александров
- 2004 год — Законодательное собрание не провело выборы
- 2005 год — Даниил Александрович Гранин, Феликс Владимирович Кармазинов
- 2006 год — Людмила Алексеевна Вербицкая, Владимир Владимирович Путин
- 2007 год — Валерий Абисалович Гергиев, Сергей Константинович Крикалёв
- 2008 год — Наталья Петровна Бехтерева, Вадим Николаевич Александров, Дик Адвокат
- 2009 год — митрополит Владимир, Юрий Хатуевич Темирканов
- 2010 год — Людвиг Дмитриевич Фаддеев, Анатолий Александрович Собчак (посмертно)
- 2011 год — Анатолий Михайлович Гранов, Михаил Борисович Пиотровский
- 2012 год — Олег Валерианович Басилашвили, Лариса Александровна Листова
- 2013 год — Владимир Николаевич Васильев
- 2014 год — Законодательное собрание вновь не провело выборы [5].
- 2015 год — Законодательное собрание повторно сорвало выборы Почётных граждан.
- 2016 год — Владимир Валентинович Окрепилов, Владислав Александрович Чернушенко
- 2017 год — Валентина Ивановна Матвиенко, патриарх Кирилл[6]
- 2018 год — Комиссия ЗакСа по образованию и культуре никого не сочла достойным (претенденты — математик Марк Башмаков, футболист Герман Зонин, нейрохирург Борис Рачков, режиссёр Александр Сокуров и социолог Борис Фирсов).
- 2019 год — Комиссии по образованию, науке и культуре повторно рекомендовала не проводить выборы.
- 2020 год — Евгений Владимирович Шляхто, Владимир Александрович Гарюгин[7]
- 2021 год — Борис Яковлевич Эйфман, Пётр Казимирович Яблонский [8]
- 2022 год — Алексей Борисович Миллер, Владимир Яковлевич Ходырев[9]
- 2023 год — Эдита Станиславовна Пьеха, Надежда Васильевна Строгонова[10]
- 2024 год — Эдуард Карпович Айламазян, Давид Семёнович Голощёкин, Дмитрий Анатольевич Гранов[11]
- 2025 год — Василий Тихонович Волобуев, Зиновий Леонидович Меркин, Елена Сергеевна Тихомирова[12].